# Towada (město)
Towada (japonsky 十和田市) je město v prefektuře Aomori v Japonsku. K roku 2019 v ní žilo přes jednašedesát tisíc obyvatel.

## Poloha
Towada leží ve vnitrozemí u severního konce Honšú, největšího japonského ostrova. Nachází se jihovýchodně od Aomori a severozápadně od Hačinohe.

## Dějiny
V roce 1955 bylo k vesnici Sambongi přidruženo několik dalších vsí a výsledná obec byla povýšena na město. V roce 1956 došlo k přejmenování na Towadu.

### Rodáci
- Kodži Kumagai (* 1975) – fotbalista
- Kódži Nakamura (* 1977) – kytarista
- Džundži Išiwatari (* 1977) – kytarista